# Дульнев, Геннадий Николаевич
Генна́дий Никола́евич Ду́льнев (3 мая 1927, Новокубанск — 11 декабря 2012, Санкт-Петербург) — профессор, доктор технических наук. В 1974— 1986 — ректор ЛИТМО, профессор кафедры компьютерной теплофизики и энергофизического мониторинга. Действительный член РАЕН.
Возглавлял Северо-Западное отделение научного совета РАН по проблеме «Теплофизика и теплоэнергетика» ОЭММПУ РАН, руководил Центром энергоинформационных технологий.
Был кандидатом в мастера спорта по альпинизму (первое восхождение — 1949).

## Биография
- 1944—50 обучение в ЛИТМО на инженерно-физическом факультете (окончил с отличием)
- 1950—53 обучение в аспирантуре при кафедре тепловых приборов
- 1953 кандидат физико-математических наук
- 1959 доцент
- 1958 защита докторской диссертации «Теплообмен в системах с источниками энергии»
- 1959 доктор технических наук
- 1961 профессор по кафедре тепловых и контрольно-измерительных приборов

С 1951 работал в ЛИТМО (ныне Санкт-Петербургский национальный исследовательский университет информационных технологий, механики и оптики).
- 1951—60 ассистент, старший преподаватель, доцент
- 1958—95 заведующий кафедрой теплофизики[7]
- 1960—74 заведующий кафедрой тепловых и контрольно-измерительных приборов
- 1961—62 проректор по научной работе
- 1974—86 ректор ЛИТМО
- с 1990 директор Центра энергоинформационных технологий[7]
- с 1995 — профессор кафедры компьютерной теплофизики и энергофизического мониторинга

Был руководителем научно-педагогической школы университета «Тепло- и массообмен в приборостроении», ведущим специалистом России в области теплофизических свойств веществ. Кроме того, некоторое время занимался вопросами биоэнергоинформатики.
Руководитель секции теплофизических и массообменных свойств веществ Научного общества по проблеме «Массо- и теплоперенос в технологических процессах» при Государственном комитете Совета министров СССР по науке и технике (1974—91).
Автор более 300 научных трудов, 4 учебников, 8 монографий.
Подготовил 11 докторов наук, более 40 кандидатов наук.

## Награды и звания
- Орден Почёта (9 ноября 2000) — за заслуги в подготовке высококвалифицированных специалистов, научной деятельности и в связи со 100-летием Санкт-Петербургского государственного института точной механики и оптики (технического университета)[10].
- Медаль «В память 300-летия Санкт-Петербурга» (2004)
- Медаль «Данк» (4 мая 2000, Кыргызстан)[11]
- Награждён другими правительственными наградами.
- Золотая медаль ВДНХ (1987).
- Заслуженный деятель науки и техники РСФСР (1982).

## Монографии
- Дульнев Г. Н. Теплообмен в радиоэлектронных устройствах. М.: Энергия, 1968.
- Дульнев Г. Н., Семяшкин Э. М. Теплообмен в радиоэлектронных аппаратах. М.: Энергия, 1968.
- Дульнев Г. Н., Тарновский Н. Н. Тепловые режимы в электронной аппаратуры. М., 1971.
- Дульнев Г. Н., Заричняк Ю. П. Теплопроводность смесей и композиционных материалов,  М.: Энергия, 1974.
- ульнев Г. Н. Тепло- и массообмен в радиоэлектронной аппаратуре, учебник. М.: Высшая школа,  1984.
- Дульнев Г. Н., Беляков А. П. Тепловые трубы в электронных системах стабилизации аппаратуры. М., 1985.
- Дульнев Г. Н., Новиков В. Н. Процессы переноса в неоднородных средах. М.: Энергия, 1991.
- Дульнев Г. Н., Шарков А. В. Системы охлаждения приборов, Л.: ЛИТМО, 1984
- Дульнев Г. Н., Парфенов В. Г., Сигалов А. В. Применение ЭВМ для решения задач теплообмена.  М.: Высшая школа, 1990.
- Дульнев Г. Н. Введение в синергетику.  СПб.: Проспект, 1998.
- Дульнев Г. Н. Энергоинформационный обмен в природе. / Серия «Выдающиеся ученые ИТМО». ГИТМО, издательство Ива, СПб, 2000. — 140 с. ISBN 5-7577-0062-9
- Дульнев Г. Н. В поисках тонкого мира. Описание научных экспериментов по изучению экстрасенсорных способностей.  СПб.: Весь, 2004. — 286 с.